# Kazimierz Czarkowski
Kazimierz Czarkowski herbu Abdank (ur. 6 lutego 1888 we wsi Koczery, zm. 31 maja 1982 w Węgrowie) – polski duchowny rzymskokatolicki, proboszcz węgrowski, dziekan Dekanatu Węgrowskiego, kanonik honorowy kościoła kolegiackiego w Janowie Podlaskim, kanonik Kapituły Kolegiackiej w Janowie Podlaskim. Odznaczony w 1937 Złotym Krzyżem Zasługi za zasługi w zakresie pomocy i opieki nad bezrobotnymi.

## Życiorys

### Dzieciństwo i młodość
Kazimierz Czarkowski  urodził się w parafii Drohiczyn nad Bugiem, jako syn Juliana i Bronisławy z d. Kosińskiej. Bronisława była rodzoną siostrą Izabeli, matki błogosławionego ks. Ignacego Kłopotowskiego, założyciela Sióstr Loretanek, którego nazywał w swoich wspomnieniach wujkiem. Miał czworo rodzeństwa; braci Franciszka i Teofila wyświęcono na księży, siostry natomiast: Sabina wyszła za mąż za Edmunda Orzechowskiego, Maria za Franciszka Pogorzelskiego.
Po przygotowaniu domowym wstąpił do gimnazjum w Lublinie, z którego wystąpił w 1903 z klasy piątej i przez półtora roku uczył się prywatnie w Wilnie. W 1905 wstąpił do Seminarium Duchownego w Lublinie. Święcenia kapłańskie przyjął z rąk biskupa lubelskiego Franciszka Jaczewskiego w 1910, mszę prymicyjną odprawił w Ostrej Bramie w Wilnie.

### Prezbiter
Po święceniach podjął pracę kapelana w szpitalu w Milanowie, następnie pełnił obowiązki wikariusza w parafiach Korytnica pow. węgrowski, Siedlce, gdzie równocześnie był prefektem gimnazjum żeńskiego, Lublin – parafia katedralna, Międzyrzecz Podlaski, Siedlce parafia Niepokalanego Poczęcia NMP.
Pierwsza samodzielna placówka w Jeleńcu, potem w Domanicach, Sarnakach i od dnia 1 czerwca 1933 w Węgrowie. Biskup Czesław Sokołowski w dniu 28 września 1940 mianował go kanonikiem honorowym kościoła kolegiackiego w Janowie podlaskim, w dniu 12 września 1951 biskup Ignacy Świrski mianował go kanonikiem Kapituły Kolegiackiej w Janowie.

### Proboszcz węgrowski
Węgrowianie wszystkich wyznań i osoby niewierzące ufali mu, bo prowadził ekumeniczny dialog i wszystkim potrzebującym pomagał przetrwać ciężkie czasy wojny i PRL. W czasie wojny ratował chrześcijan i Żydów, w czasie PRL ukrywał dokumenty AK. Był człowiekiem wesołym i surowym, odważnym i bezkompromisowym, kochającym Boga i wszystkich ludzi, ateistów, chrześcijan – nie tylko katolików, Żydów. Na swojej węgrowskiej placówce wcielał idee ekumenizmu. Nie dzielił ludzi według wyznawanej wiary, ale według miary człowieczeństwa, nikogo nie potępiał, nawet według innych, zasługującego na potępienie, współpracował z osobami znacznie różniącymi się  poglądami. Jego adwersarze podkreślali niezłomność charakteru, dzielność i honorowość. W czasie wojny był spowiednikiem żołnierzy AK, których zgrupowania znajdowały się  w lasach, w pobliżu Węgrowa. Do najciężej rannych, do lasu, jechał wozem konnym razem z przebranym za ministranta doktorem Józefem Kowalem, pod pozorem udzielenia sakramentu chorych, jednak jego „ministrant” ledwo umiał zrobić znak krzyża. Hitlerowcy zakazali księdzu wychodzić poza teren kościoła, jednak on, dla wypełniania swoich obowiązków wychodził do swoich parafian i chyba udało mu się to zrobić w sposób oficjalny. Za jego zgodą strażacy z węgrowskiej OSP ukryli przed wywiezieniem do Rzeszy dwa dzwony kościelne. Był trzykrotnie więziony przez hitlerowców, w czasie przesłuchań szykanowany i bity, raz skazany na śmierć, jednak wyroku nie wykonano. 
Ksiądz odniósł wiele zwycięstw dla swojego miasta, dla swojej parafii. Odzyskał plebanię z rąk Urzędu Bezpieczeństwa w 1955, gdzie w ciemnych, niskich piwnicach była katownia najpierw gestapo, potem UB. Ściany katowni były zryte paznokciami więźniów. Aby nie drażnić niepotrzebnie władz ksiądz zamknął te piwnice pod pozorem umieszczenia w nich składziku wina mszalnego. Mogły tam wejść tylko osoby którym ufał. Przechował te ściany w stanie nienaruszonym przez 27 lat, do swojej śmierci. Dzisiaj jedynym świadectwem męczeństwa Węgrowian w piwnicach plebanii są zdjęcia. 
Szczególnym przedmiotem zainteresowań księdza była historia sztuki. Zlecił odrestaurowanie 9 barokowych fresków w kościele farnym w Węgrowie wybitnym konserwatorom: Władysławowi Zychowi, Feliksowi Koneckiemu, Henrykowi Kucharskiemu, Stanisławowi Komorowskiemu. Przywrócił pierwotny blask stiukowi wcześniej czterokrotnie zabielonemu. Zlecił konserwację 12 obrazów – malowideł olejnych na płótnie, 2 krucyfiksów bursztynowych i 1 gotyckiego, rekonstrukcji wielkiego ołtarza w tym renowację [[kurdyban|ów. Katalog zabytków w Polsce (t. X  zeszyt 26) informuje, że w latach 1935-37 oraz 1942 - 43 restaurowana była w bazylice polichromia, w 1952 – 54 ambona i stalle, w roku 1955 obrazy Czechowicza. Ambonę, stalle i ławki zrekonstruował na jego zlecenie węgrowski stolarz – artysta Kazimierz Siekierski. Wykaz rekonstruowanych przez niego dzieł sztuki to 5 stron maszynopisu. Zamawiał wykonanie dzieł sztuki drzeworytniczej u wybitnego, węgrowskiego artysty Kazimierza Wiszniewskiego, który również wykonał jego bilet wizytowy obecnie znajdujący się w Bibliotece Miejskiej w Węgrowie. Kupował obrazy Kazimierza Wiszniewskiego o tematyce związanej z Węgrowem. Podobnie interesował się pracami Dominiki Bujnowskiej, wspierał ją kupując jej obrazy tkackie. 
Zachował się jego list do biskupa siedleckiego w którym informuje, że przekazuje „wielkiej wartości książki, które przechowały się w kościele w Węgrowie. Książki te były własnością bądź oo. Reformatów, bądź oo. Komunistów, a także zmarłych proboszczów węgrowskich”. Mają one odpowiednie napisy, na przykład Biblia Norymberska, rok wydania 1478.
Był darczyńcą: Biblioteki i Muzeum Ordynacji Krasińskich (1936), Muzeum Narodowego w Warszawie (1936), Biblioteki Jagiellońskiej (1939), KUL (1948), Państwowego Muzeum Archeologicznego  (1971), Diecezji i Seminarium w Drohiczynie (1978) 
Spisane (maszynopisy) przez księdza Kazimierza Czarkowskiego
- „Odbudowa bramy zabytkowej” – wspomnienia własnoręcznie spisane przez Księdza Kazimierza Czarkowskiego wchodzą w skład książki[1].
- „Plebania” – wspomnienia własnoręcznie spisane przez Księdza Kazimierza Czarkowskiego wchodzą w skład książki[1].
- Spisywał w formie krótkich notatek związane z Węgrowem i jego okolicami legendy, wydarzenia, dykteryjki.

### Śmierć
Ks. Kazimierz Czarkowski zmarł 31 maja 1982 w Węgrowie, dokładnie 50 lat po nominacji na proboszcza węgrowskiego i przybyciu do miasta, pochowany na tutejszym cmentarzu 

## Upamiętnienie
- Ośrodek Edukacji Ekologicznej i Artystycznej im. ks. Kazimierza Czarkowskiego przy gospodarstwie ogrodniczym Waldemara Kozłowskiego w Warszawie ul. Cymbalistów 3
- Na Ursynowie ulica imienia ks. Kazimierza Czarkowskiego, w pobliżu której mieści się Ośrodek jego imienia
- W dniu 31 maja 2007 r. Węgrów obchodził XXV rocznicę śmierci swojego proboszcza pod hasłem: „Ksiądz Kazimierz Czarkowski – patriota i wychowawca młodzieży na Mazowszu – w XXV rocznicę śmierci”. Patronowali tym uroczystościom ks. bp Antoni Pacyfik Dydycz, matka generalna zgromadzenia Sióstr Loretanek s. Zofia Chomiuk, marszałek woj. mazowieckiego Adam Struzik, senator RP Henryk Górski, poseł na Sejm RP Bogusław Kowalski. Uroczystości zorganizowała Irena Pawlikowska, przewodnicząca Rady Fundatorów Ośrodka razem z władzami Węgrowa, pracownikami Miejskiej Biblioteki Publicznej, Węgrowskiego Ośrodka Kultury i Towarzystwa Miłośników Ziemi Węgrowskiej, uczniami szkół, oraz z liczną grupą mieszkańców Węgrowa. Szczególnie dużą pracę wykonały panie Izabela Perczyńska i Jadwiga Giers
- Wydano książkę zatytułowaną „Ksiądz kanonik Kazimierz Czarkowski życie i działalność ” Elżbieta Kozłowska ISBN 978-83-925767-0-9, Drukarnia Loretańska, Warszawa 2007